# グアテマラの歴史
グアテマラの歴史（グアテマラのれきし）では、中央アメリカに位置するグアテマラの歴史について記述する。

## 先コロンブス期

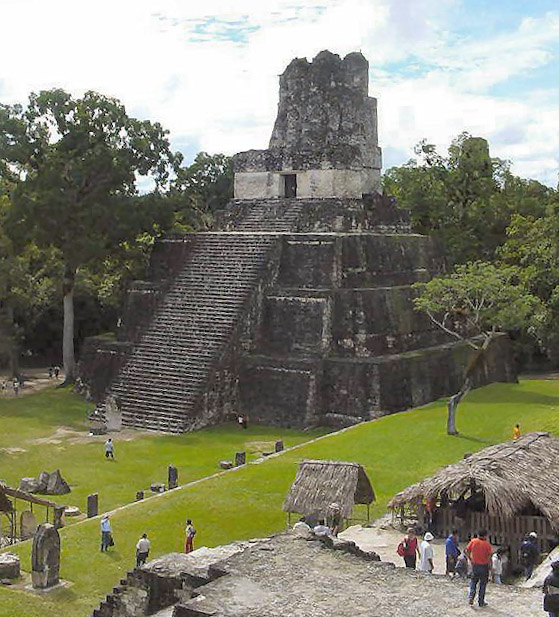
ティカルの神殿

紀元前1800年頃に太平洋岸にバラ相の土器文化が興り、テコマテと呼ばれる祭祀に用いられたと考えられる無頸壺の器形で知られる。バラ相にメソアメリカ最古に属する土偶も作られた。先古典期中期初頭の紀元前900年頃に、パシオン川流域のセイバルとアルタル・デ・サクリフィシオスに集落が形成された。やがて、先古典期中期後葉になるとナクベに高さ18mに達する大規模な建物が造られた。一方、南部の高地にはカミナルフューにラス・チャルカスの精巧な土偶を伴う文化が興った。
先古典期後期には、紀元前500年以降には、ペテン低地にワシャクトゥンやエル・ミラドールなどのマヤの大規模な都市が出現する。南部の高地には、イサパ文化の影響を受けた石碑を伴うアバフ・タカリク、エル・バウル、カミナルフューなどの祭祀センターが築かれた。古典期には、378年にティカルにメキシコのテオティワカンゆかりの強力な王朝が建てられ、メキシコ、カンペチェ州のカラクムルと「優越王」として覇を争うようになる。古典期になるとカミナルフューもテオティワカンに征服される。エル・バウルを含めた周辺区域にはナワ語系のピピル族によると言われるコツマルワパ様式の祭祀センターが築かれた。後古典期に入ると、11世紀頃から北方のチチメカ人が侵入してきた。その影響を受けてキチェ王国やカクチケル王国にチチメカ様式の影響を受けた都市が築かれた。

10世紀初頭までにペテン低地の祭祀センターは放棄されたが、グアテマラ高地のマヤ系諸王国はスペイン人に征服されるまで存続した。

## スペイン植民地時代

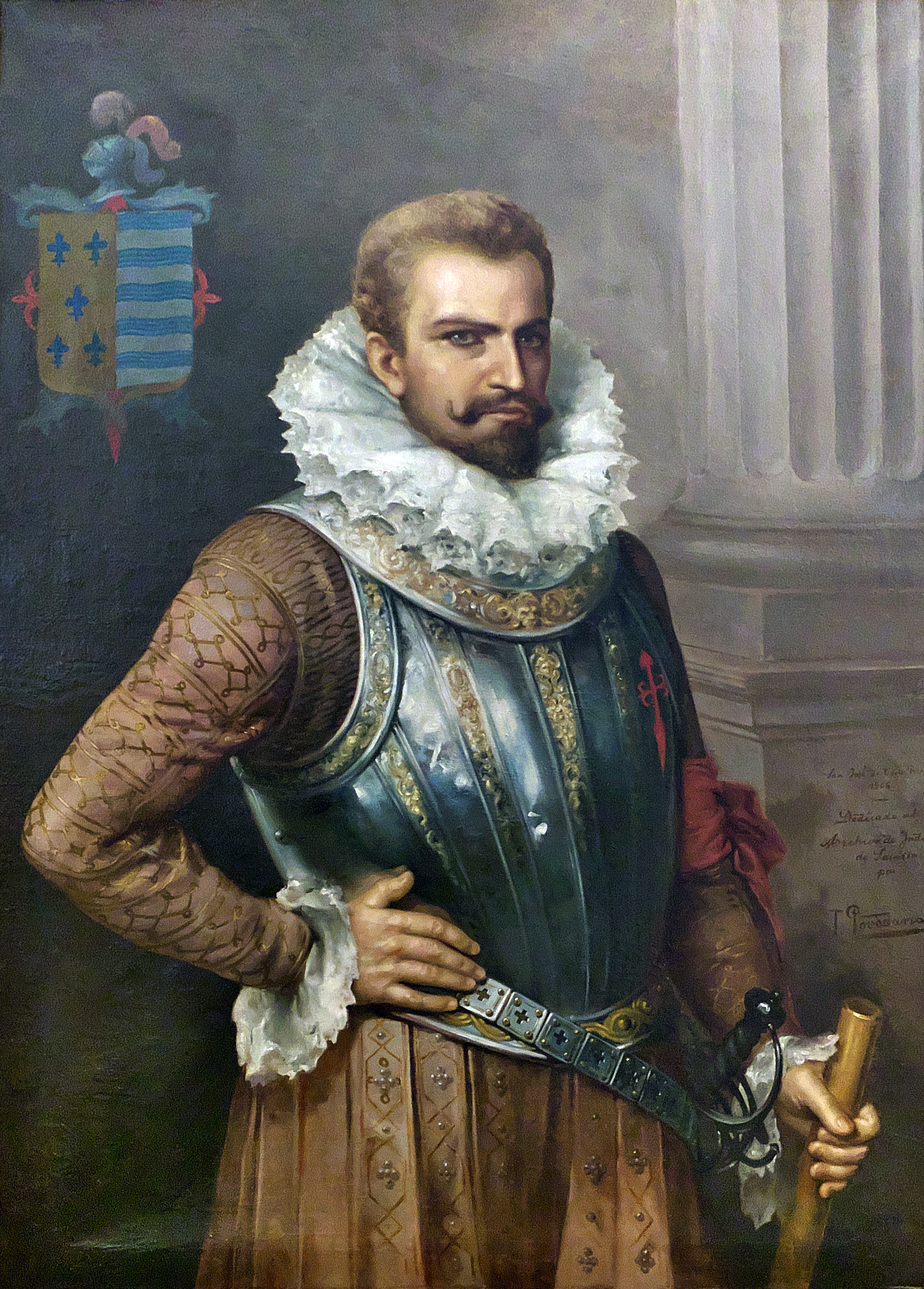
スペイン人のコンキスタドール ペドロ・デ・アルバラード

1492年にクリストーバル・コロン（コロンブス）がアメリカ大陸を「発見」すると、現在のグアテマラに相当する地域にもヨーロッパ人の征服者が訪れた。
1523年に現れたスペイン人の征服者、ペドロ・デ・アルバラードは、1524年にはこの地域を征服した。アルバラードはカクチケル族の協力を得て、グアテマラの地を支配していたキチェ族の都クマルカフ（ウタトラン）を1524年に攻略し、カクチケル族の都イシムチェに本拠地を構えた。だが、カクチケル族との同盟関係はごく短い期間で決裂し、カクチケル族は都を放棄して征服に抵抗するようになった。1526年に脱走兵の放火によってイシムチェは破壊され、アルバラードは現在のシウダー・ビエハに新しい首都を建設。さらに、イシムチェの近くにあるテクパンに都を移したが、1541年7月にアルバラードは死に、同1541年9月にアグア火山の噴火によってテクパンは壊滅した。その後、現在のアンティグア・グアテマラが首都となった。
1544年、スペインはグアテマラ総督領を設立し、自治権を与えた。グアテマラ総督領の統治範囲には諸説があり、現在の中米五国ホンジュラス・エルサルバドル、ニカラグア、コスタリカなどを含んでいた。スペイン人征服者の政策により、先コロンブス期マヤ文化の古文書（Pre-Columbian Maya codex）はほとんどがこの植民地時代に焼却されたが、辛うじて『ポポル・ヴフ』(Popol Vuh)と呼ばれるキチェ語で書かれたキチェ族の創世神話が現在に伝わっている。
1717年に起きたマグニチュード7.4の地震はアンティグア・グアテマラに甚大な被害をもたらし、さらに1773年でも地震で大きな被害が出たため、1776年にスペイン国王の命により首都はグアテマラシティへと移ることになった。1786年にはスペインからイギリスにカリブ海側の領土が割譲された。この地域は英領ホンジュラスとして統治され、現在はベリーズになっている。

## 独立から20世紀半ばまで

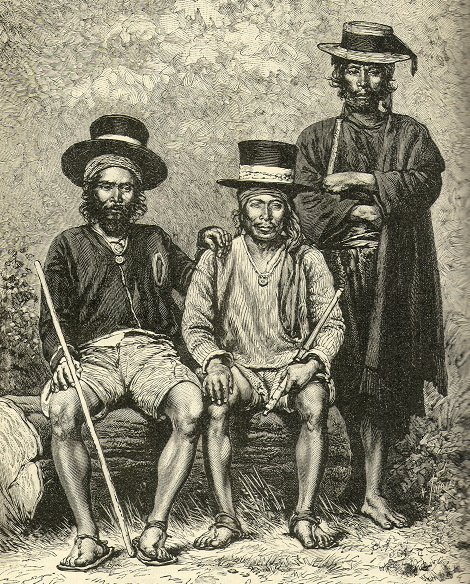
アルカルデスの人々（1891）。

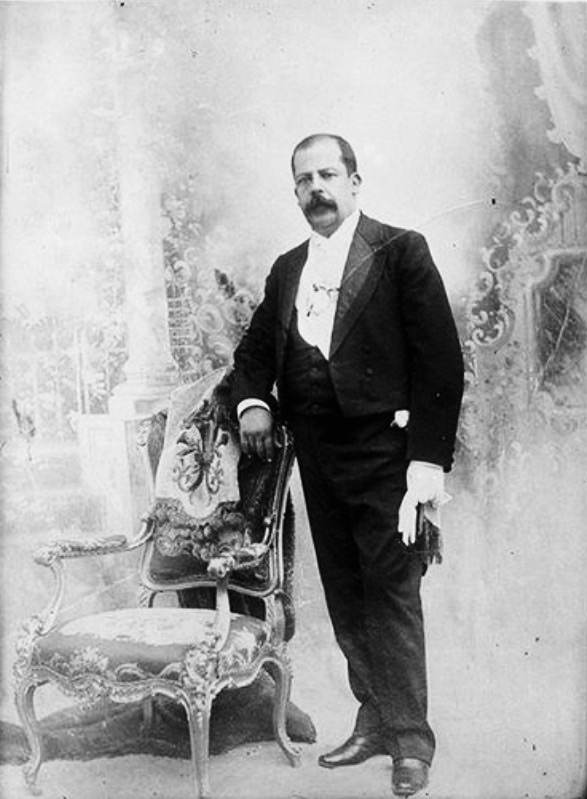
独裁者マヌエル・ホセ・エストラーダ・カブレーラ。ミゲル・アンヘル・アストゥリアスの『大統領閣下』のモデルとなった。

グアテマラ建国以後の歴史は、革命、クーデター、非民主主義政権、特にアメリカ合衆国からの様々な内政干渉に彩られている。
1789年のフランス革命により、ヨーロッパでの政局は混乱した。大革命によりナポレオン戦争が勃発すると、1808年には半島戦争により、本国スペインがフランス皇帝ナポレオン1世に侵攻され、ナポレオンがボルボン朝のフェルナンド7世を放逐して兄のジョゼフ・ボナパルトをスペイン王ホセ1世に据えると、インディアス植民地は偽王への忠誠を拒否した。
グアテマラ総監領は1821年にスペインから独立を宣言し、同年内にアグスティン・デ・イトゥルビデ皇帝の第一次メキシコ帝国に併合されたが、1823年にメキシコ帝国は崩壊し、新たに結成された中央アメリカ連合州（Provincias Unidas del Centro de América）の一州となった。
中米連邦では、最初から内紛が絶えなかったが、1827年から1838年にかけ、ラファエル・カレーラの率いる保守主義のグアテマラ派と、フランシスコ・モラサンの率いる自由主義のエル・サルバドル派の内戦に陥り、結局カレーラが勝利して連邦は解体に至り、1839年グアテマラは独立国となった。
内戦に勝利し、連邦派を駆逐したカレーラはそのままグアテマラの政治を支配し、以後グアテマラは1865年にカレーラが死ぬまで強力な保守統治が行われることになる。カレーラは保守政治家だったが、その一方でインディヘナに対しては共有地の保護などの優れた政策を行った。また、1856年のウィリアム・ウォーカーとの国民戦争の際にはグアテマラも中米連合軍の一員に加わった。
1871年には自由党が内戦に勝利して政権に就き、1873年にはフスト・ルフィーノ・バリオスが大統領になった。以降1885年までバリオスの統治が続き、自由主義的な様々な政策が行われ、1879年には憲法が制定された。一方で、ホンジュラスやエル・サルバドルなど近隣諸国との戦争を続け、またこの時期にインディヘナの共有地は解体されて奪われ、大土地所有制が強化された。また、この時期から経済がコーヒーモノカルチャー化し、1880年代には実に輸出の9割近くをコーヒーが占めるほどであった。こうしたコーヒー農園を目指して移民が導入され、1893年には日本初のラテンアメリカ移民が行われた。
1898年にマヌエル・ホセ・エストラーダ・カブレーラが大統領に就任すると、22年間にわたり独裁政治を行った。伝統的な地主層を抑圧しつつ新興のコーヒー農園層を支援し、外国資本の優遇策をとった。これにより、運輸・貿易・コーヒー生産などの各産業において合衆国・イギリス・ドイツなどの資本が進出した。とりわけ、ユナイテッド・フルーツ社には広大な土地の取得権だけでなく主要鉄道の運営権も認められた。1920年に反政府運動が高まりカブレーラが失脚すると、政治的空白状況が生まれ、クーデターが繰り返される不安定な状況が続いたが、1931年にホルヘ・ウビコ将軍が隙を突いて権力を握ると、ウビコ以外は全て不自由であるといわれるほど苛烈な統治の下でグアテマラ社会の荒廃は一層進んだ。ただし、経済面では財政支出の削減や対外債務支払いの停止を行いつつ、コーヒー産業の保護・再建を進めて世界恐慌後の危機的状況を乗り切った。第二次世界大戦では連合国側に加わったが、戦争の長期化に伴うインフレが都市部の不満を招き、反ウビコ運動の高まりからウビコは1944年に追放され、僅かながらも民主主義の時代がグアテマラにも訪れた。

## グアテマラの春
1944年から1954年まではグアテマラの春と呼ばれ、かつてないほど自由な空気の下に、各種の民主的な社会改革が進められた。
ハコボ・アルベンス・グスマンはポプリスモ的政治家として土地改革などの政策を行ったが、これは次第に合衆国がグアテマラの共産主義化とのネガティブキャンペーンを張らせることになり、土地改革がユナイテッド・フルーツの社有地に適用されることになると、合衆国の怒りは頂点に達した。反アルベンス派傭兵軍がエル・サルバドルから侵攻すると、軍の上層部はアルベンスを見捨てアルベンスは亡命。グアテマラの春は終わりを告げた（PBSUCCESS作戦）。

## グアテマラ内戦
CIAはグアテマラ社会の広い支援を得て、1954年、PBSUCCESS作戦と呼ばれる政府転覆を実行し独裁的な親米政権が生まれたが、これはグアテマラ国家に社会不安の時代をもたらした。1960年からグアテマラ内戦が始まり、36年間にわたり武装反乱軍（FAR）などのゲリラとグアテマラ政府軍の戦闘が続いた。1970年代後半からは、軍部出身者もしくは現役軍人がクーデターにより実権を握り、1982年、エフライン・リオス・モントが政権を担った時期には、農村部への焦土作戦をとるなど反体制派に対する徹底した弾圧を行った。この軍事行動の結果、数万人の行方不明者を含め最大20万人が死亡もしくは行方不明となった。内戦状態は1996年に平和条約の調印によって終わった。

## 内戦終結以降
1996年に署名された和平合意のほとんどは、1年以上経過しても履行されなかったが、2000年代に入ると徐々に過去の弾圧を国内の裁判にて訴えるケースが見られるようになった。2009年には元軍人が農民を行方不明にさせた罪で禁錮150年の判決を受けたことを皮切りに、2013年には元大統領であるエフライン・リオス・モントがジェノサイドの罪と人道に対する罪で禁錮80年の判決を言い渡され収監されている。